# تیتو رامالو
تیتو رامالو (انگلیسی: Tito Ramallo؛ زادهٔ ۲۹ آوریل ۱۹۶۹) بازیکن فوتبال اهل اسپانیا است.